# 明星真由美
明星真由美（みょうせい まゆみ、1970年12月16日 - ）は、日本の女優。大阪府出身。所属事務所はシス・カンパニー。

## 来歴
- 1990年、早稲田大学演劇研究会に入会。同年、小池竹見が主宰の劇団『双数姉妹』の旗揚げに参加。双数姉妹には1998年まで在籍する。
- 1996年からナイロン100℃、劇団☆新感線、劇団カムカムミニキーナ、野田秀樹プロデュースの『NODA MAP』など、多くの演劇の舞台に出演。
- 2001年に女優を休業し、氣志團のマネージャーに転身[1]。氣志團が『木更津キャッツアイ』（2002年）に出演した関係で、女優休業中ではあったがこのドラマにゲスト出演していた。2004年11月27日に行われた東京ドームGIGにおいては、氣志團の弟分でマネージャーを兼任していた微熱DANJIとともに、かなりの時間ステージ上に出演していた。なお、氣志團のオフィシャルブログにおいて明星“テポドン”真由美という名前を使っていたことがある[2]。
- 2005年8月に行われたシス・カンパニーの公演『エドモンド』から、女優業に復帰。復帰後はテレビドラマ、映画にも進出している。

## 出演

### テレビドラマ
- カバチタレ! 第3話（2001年、フジテレビ） - 桜子 役
- 木更津キャッツアイ（2002年、TBS）
- 今夜ひとりのベッドで（2005年、TBS） - 今西千佳 役
- 神はサイコロを振らない（2006年、日本テレビ） - 中武昇子 役
- 3年B組金八先生 第8シリーズ・ファイナル（2007年 2011年、TBS） - 川口菫子 役
- オトコマエ! 第10話（2008年7月5日、NHK）
- 絶対泣かないと決めた日〜緊急スペシャル〜（2010年7月2日、フジテレビ） - 岸本淳子
- ハンチョウ〜神南署安積班〜 シリーズ3 第9話（2010年、TBS） - 古川史織 役
- クレオパトラな女たち（2012年、日本テレビ） - 本間さなみ 役
- 白衣のなみだ（2013年、東海テレビ） - 戸田利恵 役
- ドクターX〜外科医・大門未知子〜 2 第3話（2013年、テレビ朝日） - 蟹江三香 役
- 土曜ワイド劇場 広域警察4（2014年、朝日放送）
- 太鼓持ちの達人〜正しい××のほめ方〜 第8話（2015年、テレビ東京） - 益井友里 役
- 立花登青春手控え 第3回（2016年5月27日、NHK BSプレミアム） - おたつ 役
- 母になる（2017年、日本テレビ） - 井下さなえ 役
- 月曜名作劇場 「確証〜警視庁捜査三課」（2017年11月6日、TBS） - 中村店長 役
- インハンド（2019年、TBS） - 西由紀子 役
- やすらぎの刻〜道（2019年、テレビ朝日） - 浦田看護師長 役
- 日曜プライム 「おかしな刑事21」（2019年、テレビ朝日） - 野々村真紀子 役
- G線上のあなたと私（2019年、TBS） - 梶谷教授 役
- 月曜プレミア8 再雇用警察官（2020年5月11日、テレビ東京） - 本間淳子 役
- イチケイのカラス（2021年、フジテレビ） - 榎田真美 役
- ケイジとケンジ、時々ハンジ。 第4話（2023年、テレビ朝日） - 江戸孝子 役
- 笑うマトリョーシカ 第1話（2024年6月28日、TBS） - 小笠原 役

### 映画
- UDON（2006年） - 涼子 役
- ハッピーフライト（2008年11月） - 記者 役
- エキストロ!（2020年3月13日）

### 舞台
- 双数姉妹 - 『 16』（1996年）、『 SHOCKER』（1997年）ほか
- ナイロン100℃ - 『アリス・イン・アンダーグラウンド』（1996年）、『インスタント・ポルノグラフィ』（1997年）、『すべての犬は天国へ行く』（2001年）
- 劇団☆新感線 - 『スサノオ -魔性の剣- 』（1998年）、『LOST SEVEN』（1999年）
- 劇団カムカムミニキーナ - 『鈴木の大地』（1996年）、『真昼の大回転』（2000年）
- NODA MAP - 『半神』（1999年）、『農業少女』（2000年）、『ロープ』（2006年）
- 『滅びかけた人類、その愛の本質とは…』（2000年、演出：宮本亜門）
- シス・カンパニー - 『エドモンド』（2005年）、『獏のゆりかご』（2006年）
- 『労働者M』（2006年、Bunkamura）
- 『ドラクル』（2007年、Bunkamura）
- 『氷屋来たる』（2007年、新国立劇場）
- 『三文オペラ』（2009年、Bunkamura）
- オフィスコットーネプロデュース『コルセット』（2012年7月、下北沢ザ・スズナリ）
- 『現代能楽集Ⅹ『幸福論』～能「道成寺」「隅田川」より』（2020年11月29日 - 12月20日、シアタートラム）[3]
- 『喜劇 老後の資金がありません』（2021年8月13日 - 26日、新橋演舞場 / 2021年9月1日 - 15日、大阪松竹座）
  - 『喜劇 老後の資金がありません』（2023年1月14日 - 28日、南座 / 2023年2月1日 - 19日、新橋演舞場）
- シス・カンパニー - 『ザ・ウェルキン』（2022年7月7日 - 31日、シアターコクーン / 2022年8月3日 - 7日、森ノ宮ピロティホール）[4]
- シス・カンパニー - 『シラの恋文』（2023年12月初旬 - 中旬〈予定〉、京都劇場 / 12月中旬 - 下旬〈予定〉、キャナルシティ劇場 / 2024年1月初旬 - 末〈予定〉、日本青年館ホール）[5]
- 『うねり〜踊らない二人〜』（2024年3月13日 - 17日、京都劇場 / 3月21日 - 31日、ヒューリックホール東京 / 4月7日・8日、刈谷市総合文化センター アイリス 大ホール / 4月11日・12日、電力ホール）[6]
- 『ダンス オブ ヴァンパイア』（2025年5月、東京建物 Brillia HALL / 6月、御園座 / 7月、梅田芸術劇場 メインホール / 7月、博多座） - レベッカ 役[7]
- 『キャッシュ・オン・デリバリー』（2025年12月5日 - 21日〈予定〉、THEATER MILANO-Za / 2026年1月8日 - 12日〈予定〉、COOL JAPAN PARK OSAKA WWホール） - ミズ・クーパー 役[8]